# Gubbiga, Narasimharajapura
Gubbiga là một làng thuộc tehsil Narasimharajapura, huyện Chikmagalur, bang Karnataka, Ấn Độ.